# Crocidura foetida
Crocidura foetida är en däggdjursart som beskrevs av Peters 1870. Crocidura foetida ingår i släktet Crocidura och familjen näbbmöss. IUCN kategoriserar arten globalt som livskraftig.
Denna näbbmus förekommer på Borneo i låglandet och i bergstrakter upp till 2000 meter över havet. Den vistas i olika slags skogar och i kulturlandskap.

## Underarter
Arten delas in i följande underarter:
- C. f. doriae
- C. f. foetida
- C. f. kelabit